# Aline França
Aline dos Santos França (Teodoro Sampaio, 15 de fevereiro de 1948) é uma escritora brasileira.

## Biografia
Aline França nasceu em Teodoro Sampaio, no estado da Bahia, em 15 de fevereiro de 1948. Quando criança trabalhou na agricultura junto com seus pais e, apesar de nova, também se dedicou à escrita. Na década de 70, ingressou na Universidade Federal da Bahia como funcionária pública, atuando como telefonista no Instituto de Biologia.
Em 1982, foi eleita suplente de um vereador pelo PMDB, em Salvador, integrando comissões julgadoras de vários concursos como Miss Afro-Bahia (1982) e Festival de Música Popular (1985).
Seu primeiro romance, Negão Dony, foi lançado em 1978, que narra a história de um funcionário do manicômio do Estado que possui um profundo conhecimento do candomblé.
Em 1981, França publicou seu segundo romance, A mulher de Aleduma, que conta a história de uma ilha onde os descendentes de Aleduma vivem em harmonia até que brancos resolvem transformá-la numa atração turística. A autora apresenta uma nova gênese para o povo negro, evocando uma reescrita da história contada e não contada. Este livro obteve reconhecimento crítico no meio literário, e a autora foi entrevistada pela revista nigeriana Ophelia, que a colocou como uma das precursoras da literatura contemporânea do gênero “ficção em estilo surrealista". O livro foi lançado no Encontro de Entidades Negras, promovido pela Sociedade Brasileira para o Progresso da Ciência.
Em 1982, seu poema Mensagens dos nossos ancestrais foi incluído na antologia Poetas Baianos da Negritude.
Em 1984, teve uma resenha de seu livro publicada na revista alemã IKA.
Seu terceiro romance, Os Estandartes, foi publicado em 1993. O livro apresenta o povo fortiafri, uma comunidade que tem como missão alertar o mundo sobre a espiritualidade e a preservação da natureza, através de sua força cultural e dos mistérios de seus estandartes.

## Temas
Aline França tem como principais temas a preservação e a revitalização dos valores culturais do mundo negro, engrandecendo as populações afro-brasileiras de maneira que seus leitores tenham orgulho de suas origens, de sua herança cultural e de sua identidade. Para tanto, a autora faz leituras poéticas e ficcionais do legado africano e da simbologia europeia que transitam pela cultura negra no Brasil, chamando a atenção para o caráter multifacetado das experiências culturais brasileiras.

## Obras
- Negão Dony. Salvador: SMEC, 1978[carece de fontes?]
- A mulher de Aleduma, 1981 [carece de fontes?]
- Os estandartes. Rio de Janeiro: Ed. BDA-Bahia, 1995[carece de fontes?]
- Emoções das águas, 2005[carece de fontes?]